# 반티군

반티군(บ้านธิ)은 람푼주의 행정 구역이다. 이 지역의 총 인구 수는 2005년 기준으로 17607명이다. 인구 밀도는 136.5km2이다.

## 어원
이 지역은 티 강의 이름을 따서 명명되었으며 문자 그대로 '티 마을'(Thi village)을 의미한다.

## 행정 구역
| 번호 | 지명     | 태국어 지명 | 빌리지 | 인구  |  |
| ---- | -------- | ----------- | ------ | ----- |  |
| 1.   | Ban Thi  | บ้านธิ        | 19     | 9,496 |  |
| 2.   | Huai Yap | ห้วยยาบ      | 15     | 8,111 |  |